# فرناندو دلگادو
فرناندو دلگادو (اسپانیایی: Fernando Delgado‎؛ ۲۵ ژانویه ۱۸۹۱ – ۲۵ دسامبر ۱۹۵۰) کارگردان فیلم، فیلم‌نامه‌نویس و بازیگر اهل اسپانیا بود.
از فیلم‌هایی که وی در آن‌ها نقش داشته است، می‌توان به فورتوناتو و انتقام زورو اشاره نمود.